# 高鍋城
高鍋城（たかなべじょう）是位在宮崎縣兒湯郡高鍋町的一座平山城。別名舞鶴城、財部城。江戶時代是高鍋藩之藩廳。城跡整備為舞鶴公園。

## 關連項目
- 日本城堡列表
- 伊東義祐
- 土持氏
- 秋月氏

## 外部連結
- 舞鶴公園 （页面存档备份，存于）